# Lagarde-d'Apt
Lagarde-d'Apt è un comune francese di 37 abitanti situato nel dipartimento della Vaucluse della regione della Provenza-Alpi-Costa Azzurra.

## Società

### Evoluzione demografica
Abitanti censiti